# 시타우라촌
시타우라촌(下浦村)은 오이타현 기타아마베군에 있던 촌이다. 현재의 쓰쿠미시의 일부에 해당한다. 